# پریبرژنه (شهرداری سوداک)
پریبرژنه (به لاتین: Pryberezhne) یک منطقهٔ مسکونی در اوکراین است که در شهرداری سوداک واقع شده‌است. پریبرژنه ۴۳ نفر جمعیت دارد و ۷ متر بالاتر از سطح دریا واقع شده‌است.